# Vicente Guerrero, Catazajá
Vicente Guerrero är en ort i Mexiko.   Den ligger i kommunen Catazajá och delstaten Chiapas, i den sydöstra delen av landet, 800 km öster om huvudstaden Mexico City. Vicente Guerrero ligger 8 meter över havet och antalet invånare är 164.
Terrängen runt Vicente Guerrero är mycket platt. Runt Vicente Guerrero är det ganska tätbefolkat, med 52 invånare per kvadratkilometer. Närmaste större samhälle är Emiliano Zapata, 12,8 km söder om Vicente Guerrero. Omgivningarna runt Vicente Guerrero är en mosaik av jordbruksmark och naturlig växtlighet.